# 喜福寺 (文京区)

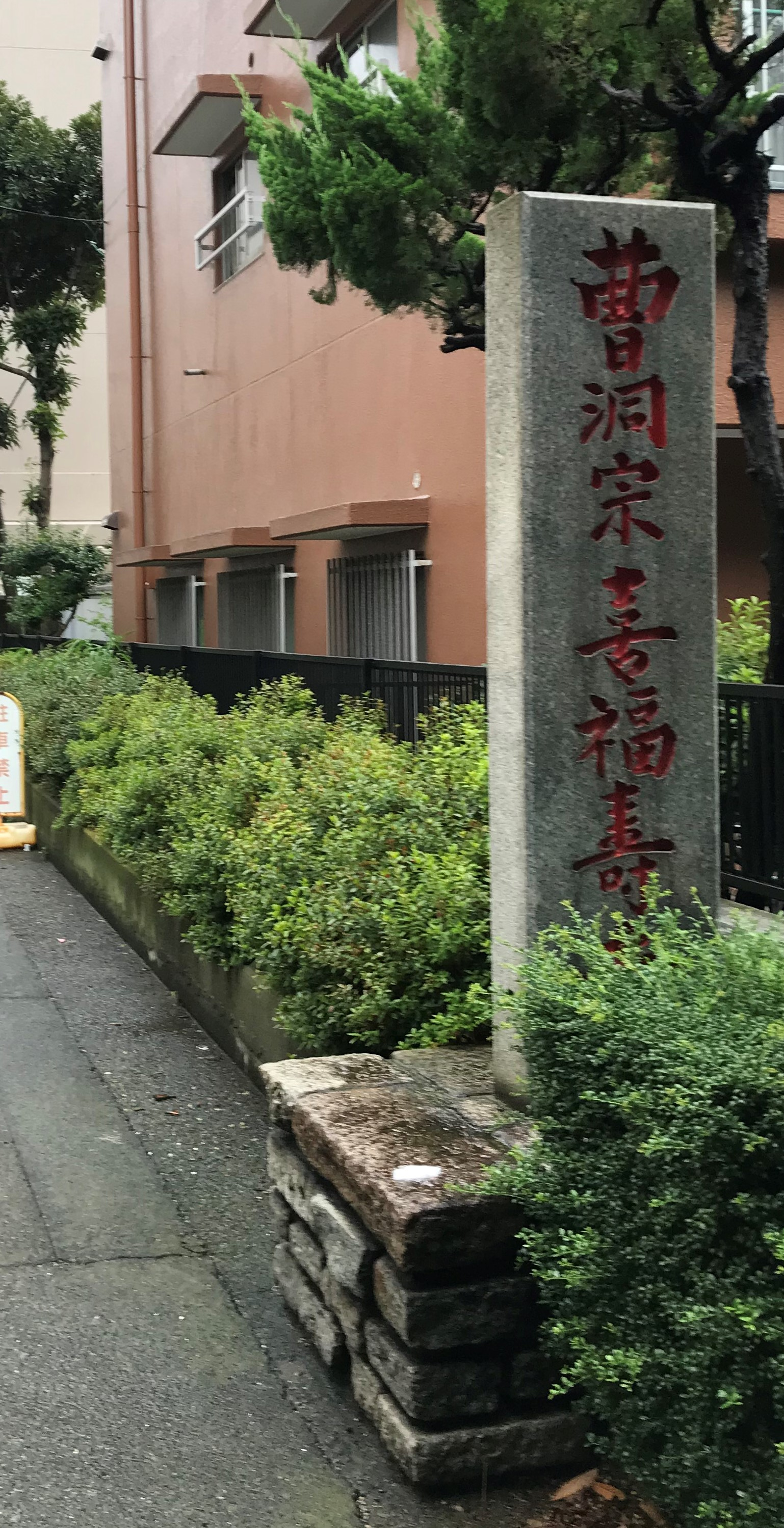
寺号標

喜福寺（きふくじ）は、東京都文京区にある曹洞宗の寺院。なお、当寺の寺号標（画像参照）や一部書籍には「喜福壽寺」と表記されているが、所属宗派の曹洞宗や宗教法人を所轄する東京都では「喜福寺」となっていることから、本項では「喜福寺」を用いることとする。

## 歴史
創建年代は不明である。1506年（永正3年）、北条早雲が領地を巡察した際に、当寺で休息したという記録から、そのころにはすでに存在していたものと推測される。早雲は休息中に菩提心を起こし、家臣の高慶を出家させて、当寺で自分の供養をするように命じた。その際の宗派は天台宗であった。
その後、寛永年間（1624年 - 1645年）に国伝韓達によって中興された。その際に曹洞宗に転宗している。
江戸時代まで、当寺周辺は鳥獣が多く生息するところであったので、太田道灌や徳川将軍が鷹狩のために訪れたという。
現在、著名人の墓参は断られる。

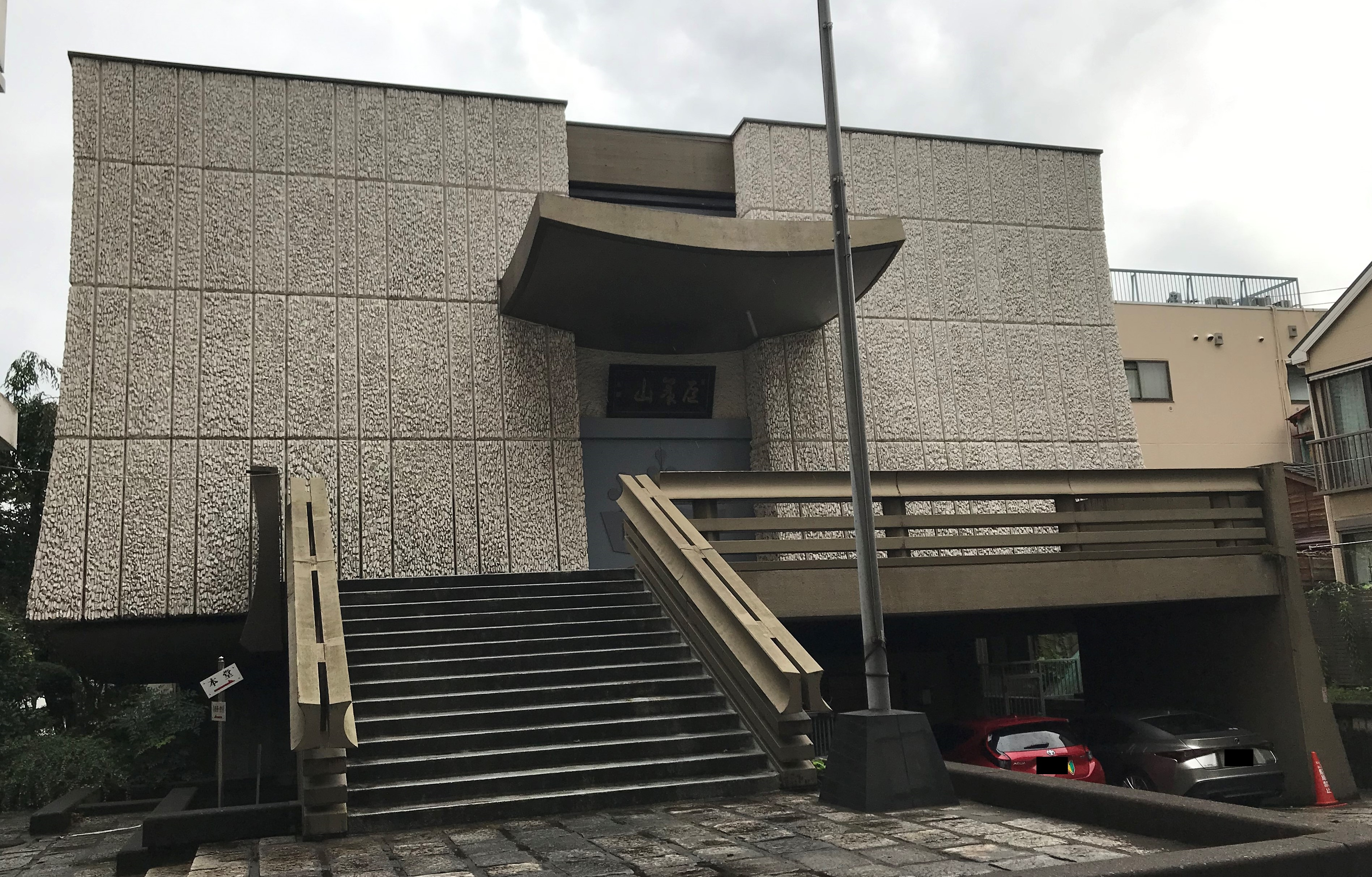
本堂

## 墓所
- 佐藤紅緑（小説家）
- 久保田万太郎（小説家、俳人）
- 名越南渓（儒学者、彰考館総裁）
- 小松耕輔（作曲家）
- 小松平五郎（作曲家、耕輔の弟）
- 小松清（音楽家、耕輔の弟）

## 交通アクセス
- 本郷三丁目駅3番出口より徒歩7分（経路案内）。
- 春日駅A6出口より徒歩8分（経路案内）。